# ヘルタ・オーバーホイザー

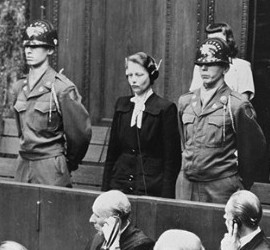
医者裁判で判決を受けるヘルタ・オーバーホイザー

ヘルタ・オーバーホイザー（Herta Oberheuser、1911年5月15日 - 1978年1月24日）は、ナチス・ドイツの女性医師。1940年から1943年にかけてラーフェンスブリュック強制収容所の医官をつとめた。

## 経歴
ボンやデュッセルドルフで医学を学ぶ。1935年にドイツ女子同盟に加入、1937年に国民社会主義ドイツ労働者党（ナチス党）に入党。1940年から1943年にかけて女性用の強制収容所ラーフェンスブリュック強制収容所で収容所医師として働き、同収容所で行われたカール・ゲプハルトの女性への人体実験に際して助手として働いた。彼女が関与した人体実験の被害者は86人に及び、そのうち74人はポーランド政治犯の女囚であった。また健康な子供たちを対象に手足や臓器を切り取り、その後エヴィパン注射で殺害する実験にも関与。
1943年以降、ゲプハルトが院長をしているホーヘンリュッヘン病院（Hohenlychen Sanatorium）に転属した。
戦後、ニュルンベルク継続裁判の医者裁判にかけられた。裁判の中で唯一の女性被告であった。20年の懲役刑に処された。しかし1952年4月に釈放された。その後また医師をしていたが、1956年にラーフェンスブリュック強制収容所の生存者に発見されて問題となり、1958年には医師免許を剥奪された。1978年にリンツ・アム・ラインで死去。